# Moussa Diaby
Moussa Diaby (Párizs, 1999. július 7. –) francia válogatott labdarúgó, a szaúdi el-Áttihád játékosa.

## Pályafutása

### Klubcsapatokban
A mali felmenőkkel rendelkező párizsi születésű Diaby 13 évesen került a pantini Espérance Paris 19ème csapatától a patinás Paris Saint-Germain akadémiájára. 2016-ban az U17-es csapattal francia bajnokok lettek, Diaby pedig megkapta az év legjobb PSG akadémistának járó Titi d’Or díjat.

#### Paris Saint-Germain
2017 novemberében az ígéretes, még csak 18 éves szélső három évre szóló szerződést kapott a felnőtt csapattól. Bár jó teljesítményt nyújtott kiváltképp az UEFA ifjúsági ligában, Unai Emery mégsem adott neki esélyt a felnőtteknél. A több játéklehetőség ígéretében 2018 februájában az olasz első osztályú FC Crotone-hoz szerződött kölcsönbe. Az olasz bajnokságban április 14-én, a Genoa ellen debütált. A tavaszi szezon során mindössze kétszer jutott szerephez.
2018 nyarán ugyanúgy nézett ki, újabb kölcsönszerződés vár rá, ám a PSG új edzője, Thomas Tuchel a csapatnál tartotta Diaby-t. A német edző a szezon során általában csereként számolt vele. A francia bajnokságban augusztusban, a Caen ellen debütált, első gólját pedig szeptemberben, a Saint-Étienne ellen szerezte. Októberben, egy Napoli elleni csoportmeccsen a Bajnokok ligájában is bemutatkozhatott. A PSG-vel a szezon végén bajnoki címnek örülhetett, továbbá szerepet kapott a Stade Rennais elleni vesztes kupadöntőn.

#### Bayer Leverkusen
2019 nyarán a 20 éves játékost a német első osztályú Bayer Leverkusen igazolta le 15 millió euróért cserébe. A Bundesligában augusztusban, egy Düsseldorf elleni helyi derbin debütált. Kezdetben az edző Peter Bosz elsősorban az első számú szélsők, Bellarabi és Bailey cseréjeként számolt Diaby-val, ám Bailey sérülésekkel és eltiltásokkal tarkított ősze lehetőséget nyújtott a rendszeres játékra. Novemberben a Freiburg ellen megszerezte első német bajnoki gólját. 2020 februárjában négy mérkőzésen 3 gólt szerzett – ekkoriban rendszeresen a kezdőcsapat tagja volt.

#### Aston Villa
2023. július 22-én az angol Aston Villa klubrekordot jelentő 50 millió fontért szerződtette.

#### el-Áttihád
2024. július 24-én a szaúdi el-Áttihád csapatába igazolt.

### A válogatottban
A francia válogatottal részt vett a 2018-as U19-es Európa-bajnokságon. Az elődöntőig jutó gall csapatban négy mérkőzésen 1 gólt és 4 gólpasszt jegyzett. Egy évvel később az U20-as világbajnokságon a nyolcaddöntőig jutottak, itt meglepetésre alulmaradtak az USA nemzeti tizenegyével szemben. A 2021-es U21-es EB csoportkörét koronavírus fertőzés miatt kihagyta, csak a Hollandok elleni vesztes negyeddöntőn tudott pályára lépni. 2021. augusztus 26-án kapott először meghívót a felnőtt válogatottba. Szeptember 1-jén mutatkozott be Bosznia-Hercegovina elleni 2022-es labdarúgó-világbajnokság-selejtező mérkőzésen Kylian Mbappé cseréjeként.

## Sikerek, díjak

### Klub
- Paris Saint-Germain
  - Francia bajnok (1): 2019
  - Francia szuperkupa (1): 2018

### Válogatott
- Franciaország
  - UEFA Nemzetek Ligája: 2020–21

## További információ
- Diaby a transfermarkt.de oldalán
- Diaby a fußballdaten.de oldalán
- Diaby a kicker.de oldalán
- A Bayer 04 Leverkusen hivatalos honlapja